# Liechtensteiner-Cup 2001-2002
La Liechtensteiner-Cup 2001-2002 è stata la 57ª edizione della coppa nazionale del Liechtenstein conclusa con la vittoria finale del Vaduz, al suo trentunesimo titolo e quinto consecutivo.

## Formula
Alla competizione, che si svolse ad eliminazione diretta con partita unica, parteciparono le sette squadre del principato che potevano iscrivere anche più di un team.

## Ottavi di finale
Gli incontri si giocarono nell'ottobre 2001. Il FC Vaduz venne direttamente ammesso ai quarti.
| Squadra 1            | Risultato | Squadra 2         |
| -------------------- | --------- | ----------------- |
| FC Triesenberg II    | 0 - 6     | FC Balzers        |
| FC Vaduz II          | 4 - 0     | FC Ruggell        |
| FC Triesen Espanol   | 1 - 2     | FC Triesenberg    |
| USV Eschen/Mauren II | 0 - 8     | FC Schaan         |
| FC Schaan Azzurri    | 4 - 2     | FC Ruggell II     |
| FC Balzers II        | 2 - 1     | FC Triesen        |
| FC Triesen II        | 2 - 7     | USV Eschen/Mauren |

## Quarti di finale
Gli incontri si giocarono il 6 e 7 novembre 2001.
| Squadra 1         | Risultato | Squadra 2         |
| ----------------- | --------- | ----------------- |
| FC Vaduz II       | 2 - 3     | FC Triesenberg    |
| FC Schaan         | 0 - 1     | FC Balzers        |
| FC Schaan Azzurri | 2 - 14    | Vaduz             |
| FC Balzers II     | 1 - 2     | USV Eschen/Mauren |

## Semifinale
Gli incontri si giocarono il 25 aprile e il 1º maggio 2002.
| Squadra 1         | Risultato | Squadra 2  |
| ----------------- | --------- | ---------- |
| USV Eschen/Mauren | 3 - 0     | FC Balzers |
| FC Triesenberg    | 0 - 2     | Vaduz      |

## Finale
La finale si giocò a Vaduz il 12 maggio 2002.
| Vaduz 12 maggio 2002 | Vaduz | 6 – 1 | USV Eschen/Mauren | Rheinpark Stadion |